# Roller Cambindo
Roller Cambindo (Buenaventura, Valle del Cauca, Colombia, 29 de octubre de 1978) es un exfutbolista colombiano. Jugaba como defensa central y su último equipo fue Defensor San Alejandro de Perú.

## Trayectoria
A mediados de 2005 llega a la Universidad San Martín club con el cual consigue el boleto a la Copa Sudamericana 2006.
En 2009 gana el Torneo Apertura con el Junior junto a jugadores como Carlos Bacca, Giovanni Hernández, entre otros.
En 2011 vuelve al Perú como refuerzo del subcampeón peruano para la Copa Libertadores 2011, luego de una decepcionante campaña por el cuadro huanuqueño el equipo del cafetero vuelve asistir a un torneo internacional esta vez a la Copa Sudamericana 2012 siendo eliminados esta vez por Deportivo Quito.
En 2013 refuerza a Los Caimanes de Puerto Eten club con el que campeona la Segunda División del Perú.

## Clubes
| Club                   | País      | Año         |
| ---------------------- | --------- | ----------- |
| Millonarios            | Colombia  | 1996 - 1999 |
| Deportes Tolima        | Colombia  | 1999 - 2002 |
| Millonarios            | Colombia  | 2003 - 2004 |
| Once Caldas            | Colombia  | 2004        |
| Ferro Carril Oeste     | Argentina | 2005        |
| Universidad San Martín | Perú      | 2005 - 2006 |
| Deportes Tolima        | Colombia  | 2007        |
| Junior                 | Colombia  | 2008 - 2010 |
| León de Huánuco        | Perú      | 2011 - 2012 |
| Los Caimanes           | Perú      | 2013        |
| Defensor San Alejandro | Perú      | 2014        |

## Palmarés

### Campeonatos nacionales
| Título           | Club         | País     | Año  |
| ---------------- | ------------ | -------- | ---- |
| Torneo Apertura  | Junior       | Colombia | 2010 |
| Segunda División | Los Caimanes | Perú     | 2013 |

### Distinciones individuales
| Distinción                                                                                            | Año  |
| --- | ---- |
| Incluido en el equipo ideal del Campeonato Descentralizado según el portal periodístico DeChalaca.com | 2011 |